# Observatoire astronomique sud-africain
L'Observatoire astronomique sud-africain (en anglais South African Astronomical Observatory ; en abrégé SAAO) est un observatoire astronomique professionnel sud-africain. Il est situé dans la province du Cap-du-Nord, environ 300 km au nord de la ville du Cap, où se situent les quartiers généraux de l'observatoire. L'observatoire est exploité par la Fondation nationale pour la recherche d'Afrique du Sud. Il comporte plusieurs télescopes de petite taille principalement utilisés en photométrie, un télescope de 1,9 mètre de diamètre, et le nouveau télescope de 11 m, copie améliorée du télescope Hobby-Eberly, appelé le Grand télescope d'Afrique australe (Southern African Large Telescope, SALT).